# Diocèse de Sendai

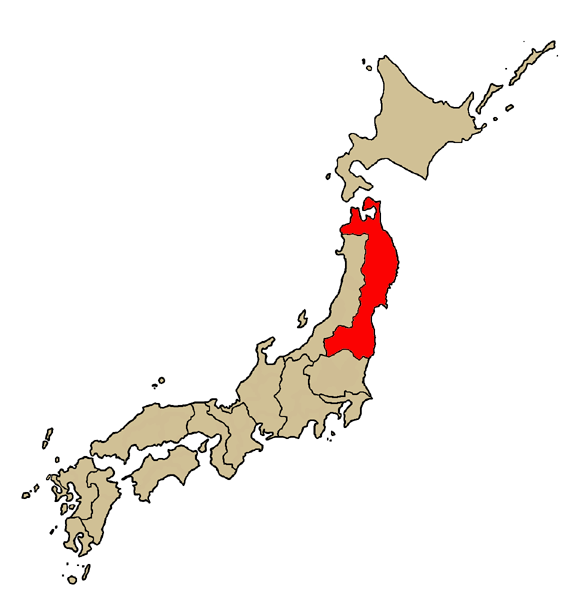
Carte du diocèse.

Le diocèse de Sendai (Dioecesis Sendaiensis) est un siège de l'Église catholique au Japon, suffragant de l'archidiocèse de Tōkyō. En 2014, il comptait 10.384 baptisés pour 6.985.141 habitants. Le siège épiscopal est occupé par Mgr Edgar Gacutan.

## Territoire
Le diocèse comprend les préfectures d'Aomori, de Fukushima, d'Iwate et de Miyagi.
Le siège épiscopal est la ville de Sendai, où se trouve la cathédrale Saints-Pierre-et-Paul.
Le territoire est subdivisé en 53 paroisses.

## Histoire
Le vicariat apostolique d'Hakodaté est érigé le 17 avril 1891 par la bulle Ex officio de Léon XIII, recevant son territoire du vicariat apostolique du Japon Septentrional (aujourd'hui archidiocèse de Tōkyō) et confié d'abord aux Missions étrangères de Paris.
Le 15 juin de la même année, le vicariat apostolique est élevé au rang de diocèse par le bref Non majus Nobis de Léon XIII.
Le 13 août 1912 et le 12 février 1915, il cède des portions de territoire à l'avantage respectivement de la nouvelle préfecture apostolique de Niigata et de la nouvelle préfecture apostolique de Sapporo (aujourd'hui diocèses).
Le 9 mars 1936, il assume son nom actuel par le décret Cum dioecesis de la Congrégation de la Propaganda Fide.

## Ordinaires
- Alexandre Berlioz (ru), M.E.P. † (24 avril 1891 - 25 juillet 1927)
- Alfred Joseph Wood, M.E.P. †, administrateur apostolique  (1927-1931)
- R. P. André Dumas, O.P. †, administrateur apostolique (1931 - 1936)
- Marie-Joseph Lemieux, O.P. † (29 juin 1936 - 16 janvier 1941)
- Michel Wasaburo Urakawa † (20 novembre 1941 - 1954)
- Pierre Arikata Kobayashi † (21 février 1954 - 24 janvier 1976)
- Raymond Augustin Chihiro Sato, O.P. † (24 janvier 1976 - 19 juin 1998)
- François-Xavier Osamu Mizobe, S.D.B. † (10 mai 2000 - 14 mai 2004)
- Martin Tetsuo Hiraga, (10 décembre 2005 - 18 mars 2020)[2]
- Edgar Gacutan, depuis le 8 décembre 2020

## Statistiques
- En 1950, le diocèse comptait 5.677 baptisés pour 6.635.317 habitants (0,1%) 52 prêtres dont 31 réguliers, 36 religieux et 299 religieuses dans 22 paroisses.
- En 1969, le diocèse comptait 12.541 baptisés pour 6.557.000 habitants (0,2%) 40 prêtres dont 13 réguliers, 18 religieux et 337 religieuses dans 52 paroisses.
- En 1980, le diocèse comptait 12.336 baptisés pour 7.013.198 habitants (0,2%) 82 prêtres dont 53 réguliers, 60 religieux et 334 religieuses dans 57 paroisses.
- En 2000, le diocèse comptait 10.872 baptisés pour 7.393.347 habitants (0,1%) 65 prêtres dont 37 réguliers, 41 religieux et 300 religieuses dans 67 paroisses.
- En 2004, le diocèse comptait 10.947 baptisés pour 7.332.874 habitants (0,1%) 50 prêtres dont 23 réguliers, 29 religieux et 289 religieuses dans 56 paroisses.
- En 2014, le diocèse comptait 10.384 baptisés pour 6.985.141 habitants (0,1%) 35 prêtres dont 18 réguliers, 21 religieux et 234 religieuses dans 53 paroisses[3].